# 강지연
강지연(康之淵)은 고려시대 중기의 인물이다. 본관은 신천이다.

## 약력
몽고의 침입이 발발하고 고려군정이 강화도로 천도할 당시 강치연은 가신이었다. 천도 이후에는 정치 요직도 겸임했다.

## 가문
고려사, 편년통롱 등의 한국사서에 따르면 강치연은 고려 태조의 시조인 강호경의 14대손이자 강충의 12대손이다. 고려 충혜시대 과거에 낙제한 강윤성은 강치연의 6대손이다. 그리고 강윤성의 딸은 조선 태조의 둘째 부인인 신덕왕후이다.